# Jaden Springer
Jaden Tyree Springer (Charlotte, 25 settembre 2002) è un cestista statunitense.

## Carriera
Dopo aver trascorso una stagione con i Tennessee Volunteers, nel 2021 si dichiara eleggibile per il Draft NBA, venendo chiamato con la ventottesima scelta assoluta dai Philadelphia 76ers.

## Statistiche

### NCAA
| Anno      | Squadra          | PG | PT | MP   | TC%  | 3P%  | TL%  | RP  | AP  | PRP | SP  | PP  |
| --------- | ---------------- | -- | -- | ---- | ---- | ---- | ---- | --- | --- | --- | --- | --- |
| 2020-2021 | Tenn. Volunteers | 25 | 15 | 25,9 | 46,7 | 43,5 | 81,0 | 3,5 | 2,9 | 1,2 | 0,4 | 8,4 |
| Carriera  | Carriera         | 25 | 15 | 25,9 | 46,7 | 43,5 | 81,0 | 3,5 | 2,9 | 1,2 | 0,4 | 8,4 |

#### Massimi in carriera
- Massimo di punti: 30 vs Georgia (10 febbraio 2021)[4]
- Massimo di rimbalzi: 7 vs Vanderbilt (16 gennaio 2021)
- Massimo di assist: 7 vs Louisiana State (13 febbraio 2021)
- Massimo di palle rubate: 3 (5 volte)
- Massimo di stoppate: 2 (2 volte)
- Massimo di minuti giocati: 37 vs Louisiana State (13 febbraio 2021)

### NBA

#### Regular Season
| Anno       | Squadra            | PG  | PT | MP   | TC%  | 3P%  | TL%  | RP  | AP  | PRP | SP  | PP  |
| ---------- | ------------------ | --- | -- | ---- | ---- | ---- | ---- | --- | --- | --- | --- | --- |
| 2021-2022  | Philadelphia 76ers | 2   | 0  | 3,0  | 100  | -    | -    | 1,0 | 0,0 | 0,0 | 1,0 | 1,0 |
| 2022-2023  | Philadelphia 76ers | 16  | 2  | 5,6  | 48,6 | 40,0 | 75,0 | 0,9 | 0,5 | 0,4 | 0,2 | 2,6 |
| 2023-2024† | Philadelphia 76ers | 32  | 1  | 11,8 | 39,0 | 21,6 | 82,4 | 1,8 | 1,1 | 0,8 | 0,3 | 4,0 |
| 2023-2024† | Boston Celtics     | 17  | 1  | 7,6  | 43,3 | 18,2 | 87,5 | 1,2 | 0,5 | 0,6 | 0,2 | 2,1 |
| 2024-2025  | Boston Celtics     | 26  | 0  | 5,4  | 35,3 | 31,6 | 71,4 | 0,9 | 0,4 | 0,5 | 0,0 | 1,7 |
| 2024-2025  | Utah Jazz          | 17  | 2  | 13,2 | 41,1 | 20,7 | 70,6 | 2,0 | 1,4 | 0,7 | 0,2 | 3,8 |
| Carriera   | Carriera           | 110 | 6  | 8,8  | 40,9 | 23,8 | 77,3 | 1,4 | 0,8 | 0,6 | 0,2 | 2,9 |

#### Play-off
| Anno     | Squadra            | PG | PT | MP  | TC%  | 3P% | TL%  | RP  | AP  | PRP | SP  | PP  |
| -------- | ------------------ | -- | -- | --- | ---- | --- | ---- | --- | --- | --- | --- | --- |
| 2022     | Philadelphia 76ers | 5  | 0  | 2,6 | 50,0 | 0,0 | -    | 0,8 | 0,4 | 0,0 | 0,0 | 1,2 |
| 2023     | Philadelphia 76ers | 4  | 0  | 4,3 | 100  | -   | 50,0 | 0,0 | 0,0 | 0,3 | 0,0 | 2,3 |
| 2024†    | Boston Celtics     | 4  | 0  | 5,5 | 66,7 | -   | -    | 0,8 | 0,3 | 0,0 | 0,3 | 1,0 |
| Carriera | Carriera           | 13 | 0  | 4,0 | 69,2 | 0,0 | 50,0 | 0,5 | 0,2 | 0,1 | 0,1 | 1,5 |

#### Massimi in carriera
- Massimo di punti: 19 vs Atlanta Hawks (7 aprile 2023)[5]
- Massimo di rimbalzi: 5 vs Brooklyn Nets (19 novembre 2023)
- Massimo di assist: 3 (2 volte)
- Massimo di palle rubate: 2 (4 volte)
- Massimo di stoppate: 2 (3 volte)
- Massimo di minuti giocati: 34 vs Atlanta Hawks (7 aprile 2023)

### NBA G-League
| Anno       | Squadra         | PG | PT | MP   | TC%  | 3P%  | TL%  | RP  | AP  | PRP | SP  | PP   |
| ---------- | --------------- | -- | -- | ---- | ---- | ---- | ---- | --- | --- | --- | --- | ---- |
| 2021-2022  | Del. Blue Coats | 28 | 26 | 28,1 | 45,7 | 25,3 | 67,0 | 4,5 | 2,8 | 1,7 | 0,9 | 15,0 |
| 2022-2023† | Del. Blue Coats | 30 | 29 | 29,4 | 50,0 | 31,8 | 78,8 | 4,8 | 2,7 | 2,3 | 0,9 | 18,7 |
| 2023-2024  | Del. Blue Coats | 1  | 1  | 23,4 | 50,0 | 60,0 | 50,0 | 4,0 | 2,0 | 2,0 | 0,0 | 19,0 |
| 2023-2024  | Maine Celtics   | 1  | 0  | 33,6 | 61,1 | 50,0 | 40,0 | 6,0 | 3,0 | 1,0 | 0,0 | 26,0 |
| Carriera   | Carriera        | 60 | 56 | 28,8 | 48,4 | 30,0 | 72,1 | 4,7 | 2,7 | 2,0 | 0,9 | 17,1 |

## Palmarès

### Squadra
- Campione NBA G League (2023)

### Individuale
- NBA G League Finals MVP (2023)